# سکویا کرست (کالیفرنیا)
سکویا کرست (به انگلیسی: Sequoia Crest) یک منطقهٔ مسکونی در ایالات متحده آمریکا است که در شهرستان تولار، کالیفرنیا واقع شده‌است. سکویا کرست ۲٫۶۴۷ کیلومتر مربع مساحت و ۱۰ نفر جمعیت دارد و ۲٬۱۳۶٫۰۶ متر بالاتر از سطح دریا واقع شده‌است.